# 大西雅樹
大西 雅樹（おおにし まさき、1978年 - ）は、日本のスタントマン、俳優。身長178cm、体重65kg。
学生時代からヒーローショーに出演していた。『牙狼〈GARO〉』のオーディションに合格し、名古屋から上京する。

## 出演

### テレビ
- 牙狼〈GARO〉（2005年 - 2006年） - 黄金騎士・牙狼（スーツアクター）、看護士（第4話） 役ほか
- 牙狼〈GARO〉スペシャル 白夜の魔獣（2006年） - 黄金騎士・牙狼（スーツアクター）、レギュレイスに殺される若者 役
- パワーレンジャー・RPM（2009年） - レンジャーオペレーターシリーズゴールド（スーツアクター） 役
- 海賊戦隊ゴーカイジャー（2011年）
- 非公認戦隊アキバレンジャー（2012年）
- ラッキーセブン（2012年）

### 映画
- 仮面ライダーシリーズ
  - 仮面ライダー THE FIRST（2005年）
  - 仮面ライダーW FOREVER AtoZ/運命のガイアメモリ（2010年） - ワイヤーアクション
  - 仮面ライダーフォーゼ THE MOVIE みんなで宇宙キターッ!（2012年） - ワイヤーリガー
- 小さき勇者たち〜ガメラ〜（2006年） - スタント応援
- 大怪獣バトル ウルトラ銀河伝説 THE MOVIE（2009年） - ウルトラマンゼロ[2]、ゾフィー[3]、ウルトラマンタロウ、ウルトラマンパワード、ウルトラマンマックス、ウルトラマンメビウス[2]、マグマ星人[2]、ウインダム[2]（スーツアクター）、光の国の住人（顔出し） 役
- ゴーカイジャー ゴセイジャー スーパー戦隊199ヒーロー大決戦（2011年）
- るろうに剣心（2012年） - スタント
  - るろうに剣心 京都大火編（2014年） - スタント
  - るろうに剣心 伝説の最期編（2014年） - スタント
- 進撃の巨人 ATTACK ON TITAN（2015年） - スタント
- 進撃の巨人 ATTACK ON TITAN エンド オブ ザ ワールド（2015年） - スタント

## スタッフ
- パワーレンジャーシリーズ
  - パワーレンジャー・サムライ（2011年） - アクション監督（ハロウィンSP・クリスマスSP・テレビ映画）
  - パワーレンジャー・スーパーサムライ（2012年） - アクション監督
  - パワーレンジャー・メガフォース（2013年） - セカンドユニット監督
  - パワーレンジャー・スーパーメガフォース（2014年） - セカンドユニット監督
  - パワーレンジャー・ダイノチャージ（2015年） - セカンドユニット監督
  - パワーレンジャー・ダイノスーパーチャージ（2016年） - セカンドユニット監督
  - パワーレンジャー・ニンジャスティール（2017年） - セカンドユニット監督
  - パワーレンジャー・スーパーニンジャスティール（2018年） - セカンドユニット監督
  - パワーレンジャー・ビーストモーファーズ（2019年 - 2020年） - セカンドユニット監督
- 仮面ライダーW RETURNS（2011年） - ワイヤーアクションコーディネーター
  - 仮面ライダーアクセル
  - 仮面ライダーエターナル
- 茅原実里「宇宙刑事みのりんポリス プラネットパトロール」（2011年） - 特技指導
- ラッキーセブン（2012年） - アシスタントスタントコーディネーター
- アイアムアヒーロー（2016年） - アシスタントスタントコーディネーター
- シン・ゴジラ（2016年） - 応援スタッフ